# Kamionki (Kołbaskowo)
Kamionki (deutsch Unter Schöningen) ist ein Dorf in der polnischen Woiwodschaft Westpommern. Das Dorf bildet einen Teil der Gmina Kołbaskowo (Landgemeinde Kolbitzow) im Powiat Policki (Pölitzer Kreis). Es liegt 14 Kilometer südlich von Stettin an der Oder.